# Sympycnus major
Sympycnus major är en tvåvingeart som beskrevs av Meijere 1916. Sympycnus major ingår i släktet Sympycnus och familjen styltflugor. Inga underarter finns listade i Catalogue of Life.